# Ingeniería civil en la Antigua Roma
La ingeniería romana ha sido admirada durante generaciones a lo largo de los siglos. Algunas de sus invenciones son, sin embargo, en realidad mejoras basadas en ideas o inventos más antiguos.
La tecnología para llevar agua corriente en las ciudades fue desarrollada en la zona oriente, pero los romanos la transformaron de una manera inconcebible para Grecia.
En la arquitectura romana tuvo influencias de griegos y etruscos. La ingeniería civil fue uno de los pilares básicos sobre los que se construyó el Imperio romano. Aunque las vías eran comunes, los romanos mejoraron su diseño y perfeccionaron su construcción de manera que duraron muchos siglos y algunos tramos aún se encuentran al día de hoy en perfecto estado. La existencia de una amplia red de calzadas y puertos facilitó el comercio y las comunicaciones, aspectos fundamentales para el crecimiento económico y el control político y militar.
Los acueductos y cloacas permitieron el crecimiento de las ciudades al garantizar unas condiciones higiénicas y sanitarias mínimas sin las cuales habría sido imposible alcanzar los niveles de población que tuvieron las grandes urbes del imperio.

## Materiales empleados
Los ingenieros romanos realizaban sus obras utilizando como materia prima la piedra, la arcilla, la argamasa y la madera. 
La piedra :de carácter autóctono,en siglo VI a. C. se utilizó el tufo, en los cimientos de los templos. A partir del siglo II a. C. el travertino remplazará al tufo y será en época augustea cuando se generalice el uso del mármol de Carrara y se importe de Grecia. La extracción se realizaba aprovechando las grietas que los bloques pétreos presentaban de manera natural mediante cuñas y palancas. Si no existían fisuras en la piedra se empleaba el pico, realizando ranuras y agujeros, después ponían cuñas en los agujeros, que al empaparlas de agua rompían la piedra. Posteriormente se dividía en bloques usando sierras o con cuñas y mazas. El transporte se realizaba mediante rodillos y cuerdas.
- La arcilla se utilizaba para la construcción de ladrillos y tejas, para lo que se utilizaban moldes de madera. El ladrillo era un elemento fundamental en las construcciones romanas desde época de Augusto y solía llevar el sello del fabricante.
- La argamasa o mortero era una mezcla de arena, cal y agua, con la que se unían los ladrillos, siendo un elemento imprescindible en la construcción de bóvedas. Al mezclarlo con mampuesto se obtiene el cemento (opus caementicium).
- La madera se utilizaba para los trabajos de carpintería, para la construcción del esqueleto de los edificios y el armazón de los tejados.

## Técnicas empleadas

### Técnicas constructivas
Hay que tener siempre presente que el Imperio romano era un imperio esclavista. Es decir, la fuerza de trabajo de los esclavos era la fuente de energía básica empleada en las labores de construcción. Así, siendo el trabajo de los esclavos gratuito, sus músculos son una fuente de energía barata. Esto, sin duda, limitó las posibilidades de desarrollo técnico de Roma, al no ser necesario el desarrollo de fuentes de energía alternativas como el vapor.
Pese a todo, dado el colosal tamaño de muchas de sus construcciones, sí se usaba maquinaria especializada:

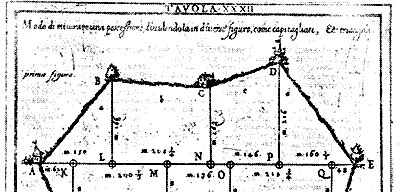
Gráfico del tratado de Giovanni Pomodoro, con ejemplos de medición de fincas por reducción a polígonos regulares empleando la escuadra de agrimensor.

- Grúas
- Poleas
- Andamio
- Cimbra

### Topografía
A menudo se tiende a olvidar la importancia fundamental de la topografía a la hora de llevar a cabo obras de ingeniería civil. Los espectaculares acueductos de la antigua Roma no habrían sido posibles sin la labor de una legión de topógrafos que midieran el terreno y marcaran el trazado.
Algunos de los acueductos romanos alcanzaron longitudes que, todavía hoy, resultan sorprendentes, especialmente si tenemos en cuenta que las técnicas de la época no permitían garantizar el sellado de las conducciones, lo que obligaba a transportar el agua mediante pendientes de caída constante.
Estas pendientes, del orden de milésimas, obligaban a trazar los recorridos con un precisión vertical de metros por kilómetro de trazado en planta a lo largo de distancias tales como 90 kilómetros, como el Aqua Marcia en Roma, o, incluso, 132 kilómetros en Cartago.

## Vías de comunicación

### Calzadas

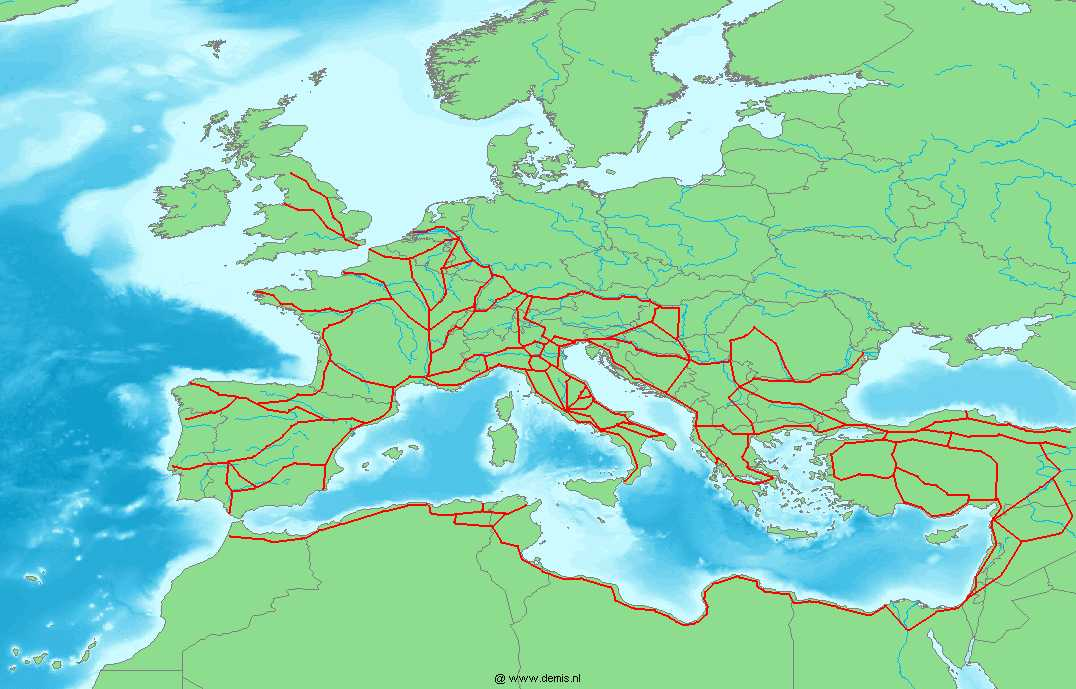
Mapa de las principales calzadas del Imperio romano hacia 125, bajo Adriano.

Las ciudades estaban interconectadas por calzadas que se construían cavando una zanja y rellenándola de piedras de diferentes grosores hasta nivelar el terreno, y recubriendo con una última capas con revestimiento de material de grano fino. En casos excepcionales y generalmente en el interior de las ciudades la última capa de revestimiento se sustituía por un empedrado de piedras planas, formando un enlosado.
Las ciudades también estaban atravesadas por calzadas, con aceras laterales ligeramente elevadas. Estas calles disponían de unos bloques de piedra separados regularmente entre sí que permitían cruzar de una acera a otra en días de lluvia, e impedían que los vehículos alcanzaran velocidades peligrosas. Por esta razón, poder pasar entre las piedras, la separación entre las ruedas de los carros era siempre la misma.

### Puentes

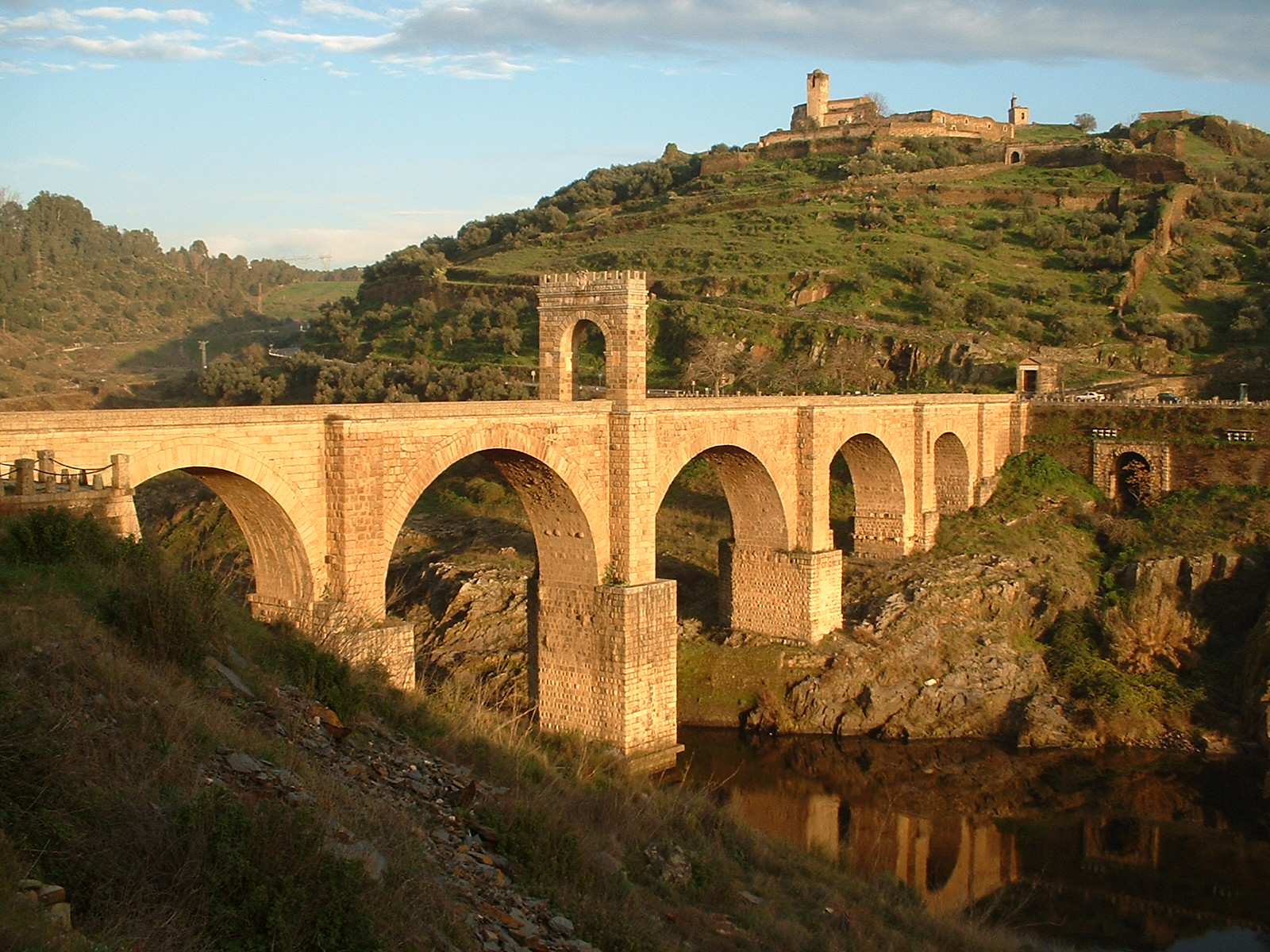
Puente de Alcántara en la calzada romana secundaria de Norba Caesarina a Bracara Augusta.

Los puentes surgen como un elemento secundario pero imprescindible de las vías de comunicación. Es decir, los puentes no son el objetivo último, que es el transporte de personas y mercancías, pero su construcción es fundamental para lograr este objetivo.
Los puentes cumplen la función de salvar obstáculos naturales como ríos o valles profundos, ahorrando largas distancias buscando vados o pasos llanos.
Los romanos construyeron gran cantidad de puentes para que las vías atravesaran los ríos que encontraban a su paso, muchos de los cuales todavía subsisten. La mayor parte de ellos estaba construida en piedra, aunque si no había canteras en la zona, se hacían de ladrillo cocido.

### Puertos

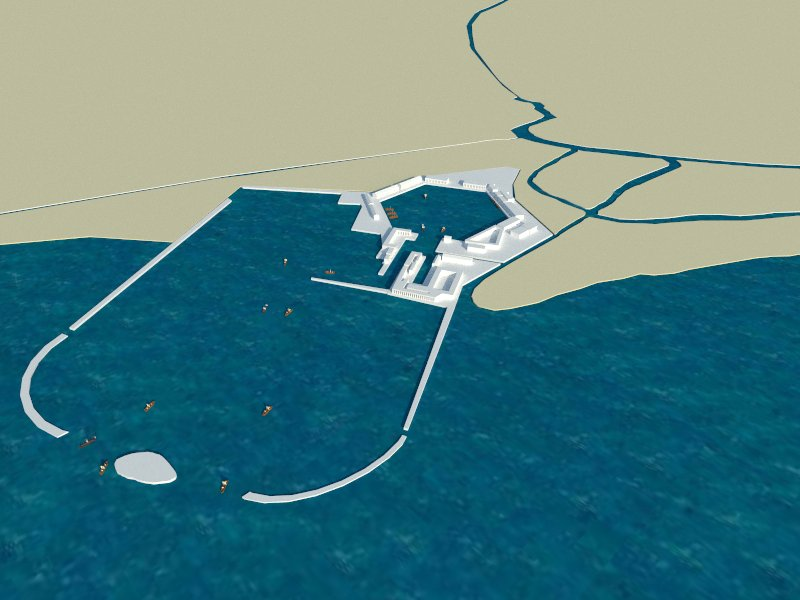
Reconstrucción del puerto de Ostia con la dársena hexagonal de Trajano y el antiguo puerto construido por Claudio.

Para el Imperio romano, cuyo crecimiento y expansión se dio, fundamentalmente, alrededor del Mediterráneo, el mar era una vía de comunicación fundamental. Esto hacía de los puertos puntos clave para su crecimiento económico, siendo el nexo de unión entre las vías de comunicación terrestres y marítimas. Destacaban los puertos de Ostia, ventana de la urbe romana al mar, Cartago, Alejandría, o Tarraco.

## Materiales de la arquitectura romana
Piedra: generalmente se usaba para cubrir el edificio con placas.

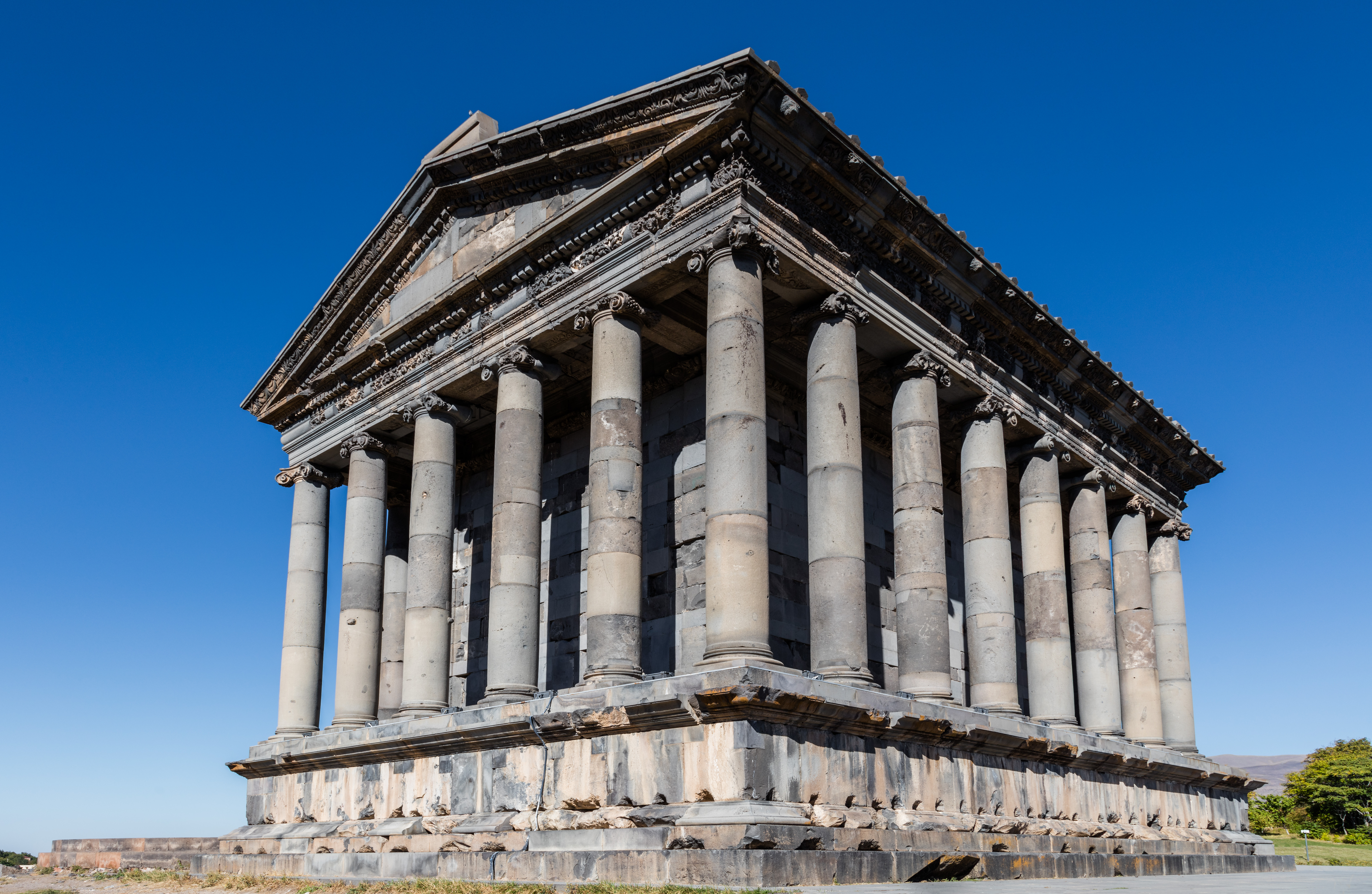
Templo de Augusto. Los romanos construían principalmente en piedra y mármol.

Mármol Travertino: Piedra caliza de tipo porosa de color beige muy utilizada en la ciudad de Roma.
Tufo. Piedra volcánica, se empezó a usar en los altares por su resistencia al fuego.
Ladrillo. El material más utilizado en la construcción pero para cubrir el hormigón.
Ladrillo de barro cocido: Para canales, tuberías y recubrimientos menos visibles.
Hormigón: La base de casi todas las construcciones romanas.
Mortero: Argamasa para unir los materiales.

## Ingeniería hidráulica

### Termas
Estos templos del ocio y la salud —baños calientes, fríos y templados, gimnasios— desempeñaron un papel destacado en las relaciones sociales. Entre las más célebres figuran las de Caracalla.

### Acueductos
Los acueductos eran característicos de la ingeniería romana, para solucionar el problema de abastecimiento de agua, pues no disponían de manufactura de tuberías resistente a la presión y, por lo tanto, no podían construir sifones de una cierta altura. Los acueductos consistían en puentes soportados por gruesos pilares unidos mediante arcos de medio punto, coronados por un canal con una ligera inclinación, para permitir correr el agua. El agua se obtenía en manantiales o embalses situados a mayor altura, hasta la ciudad donde se canalizaba y distribuía por medio de tuberías de plomo. Otro elemento arquitectónico, de la misma estructura que los acueductos, eran los puentes, hechos a base de arcos y bóvedas.

### Cloacas
En el subsuelo romano estaban las cloacas, que recibían las aguas residuales vertidas a través del alcantarillado de la ciudad. Eran suficientemente amplios como para que un hombre pudiera caminar por ellas, pero se ponía una reja en la desembocadura para impedirle la entrada a la ciudad.

## Ingeniería militar

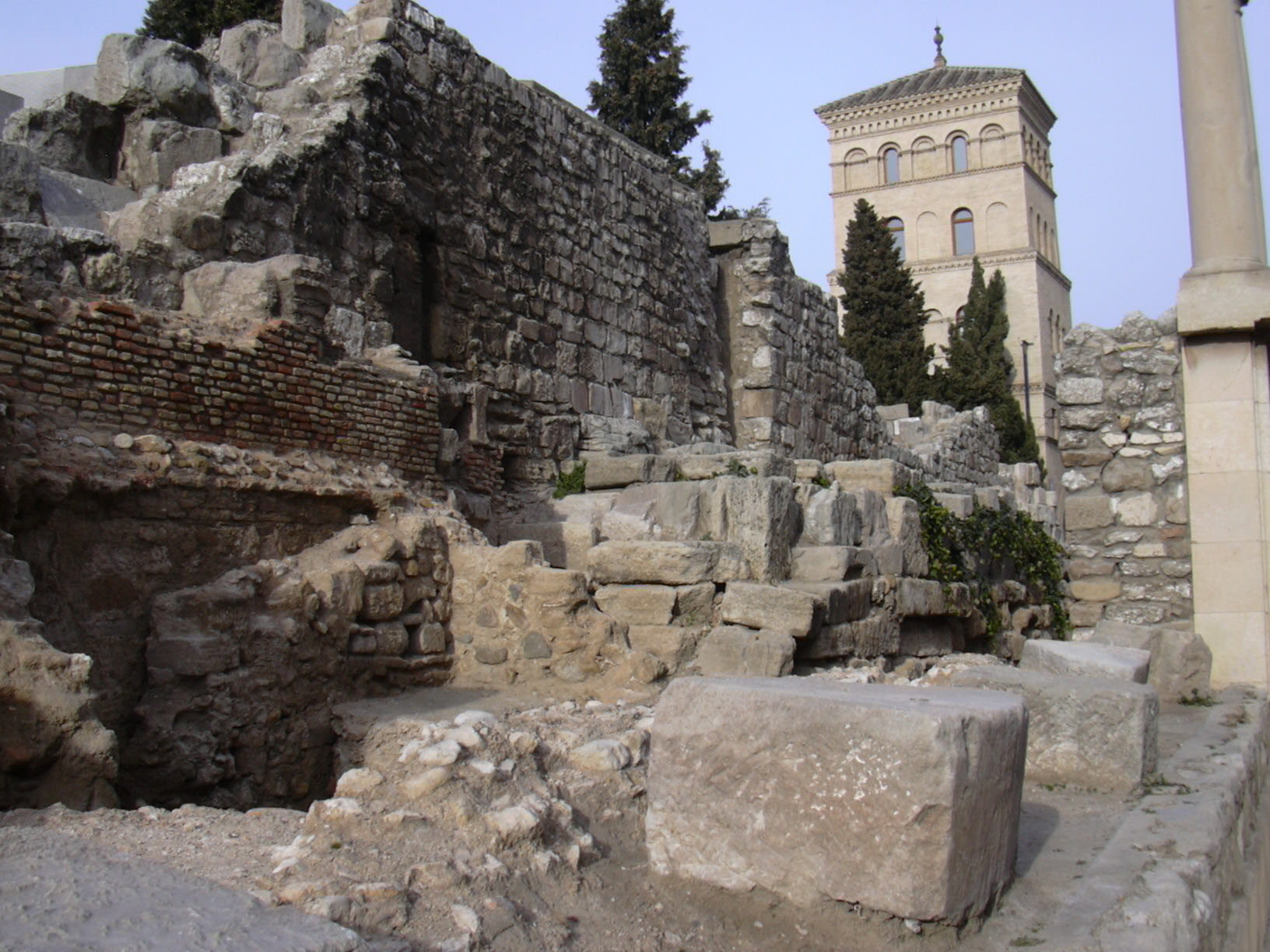
Muralla

### Murallas
Las ciudades estaban defendidas por murallas, con una vía de circulación en la parte superior que permitía la vigilancia. Las murallas estaban protegidas por almenas, y se prolongaban varios metros bajo tierra. Las puertas de la ciudad tenían tres bóvedas: una central por la que pasaban los carruajes y dos laterales para los peatones. Se cerraban con portones de madera y rejas levadizas.
- Datos: Q8771970